# Třída Tapi
Třída Tapi je třída protiponorkových korvet thajského královského námořnictva. Některé prameny je řadí mezi fregaty. Celkem byly postaveny dvě jednotky této třídy. Ve službě jsou od roku 1971.

## Stavba
Celkem byly postaveny dvě korvety této třídy. První byla objednána roku 1969 a druhá roku 1971. Jde o derivát amerických hlídkových fregat typu PF-103, ke kterým patří rovněž íránské korvety třídy Bayandor. V letech 1970–1974 thajské korvety postavily americké loděnice American Shipbuilding v Toledu a Norfolk Shipbuilding. Do služby byly přijaty v letech 1971 a 1974.
Jednotky třídy Tapi:
| Jméno                      | Založení kýlu    | Spuštěna       | Vstup do služby    | Status                 |
| -------------------------- | ---------------- | -------------- | ------------------ | ---------------------- |
| Tapi (FS 431, ex PF 5)     | 1. července 1970 | 17. října 1970 | 19. listopadu 1971 | vyřazena 30. září 2022 |
| Khirirat (FS 432, ex PF 6) | 18. února 1972   | 2. června 1973 | 10. srpna 1974     | aktivní                |

## Konstrukce

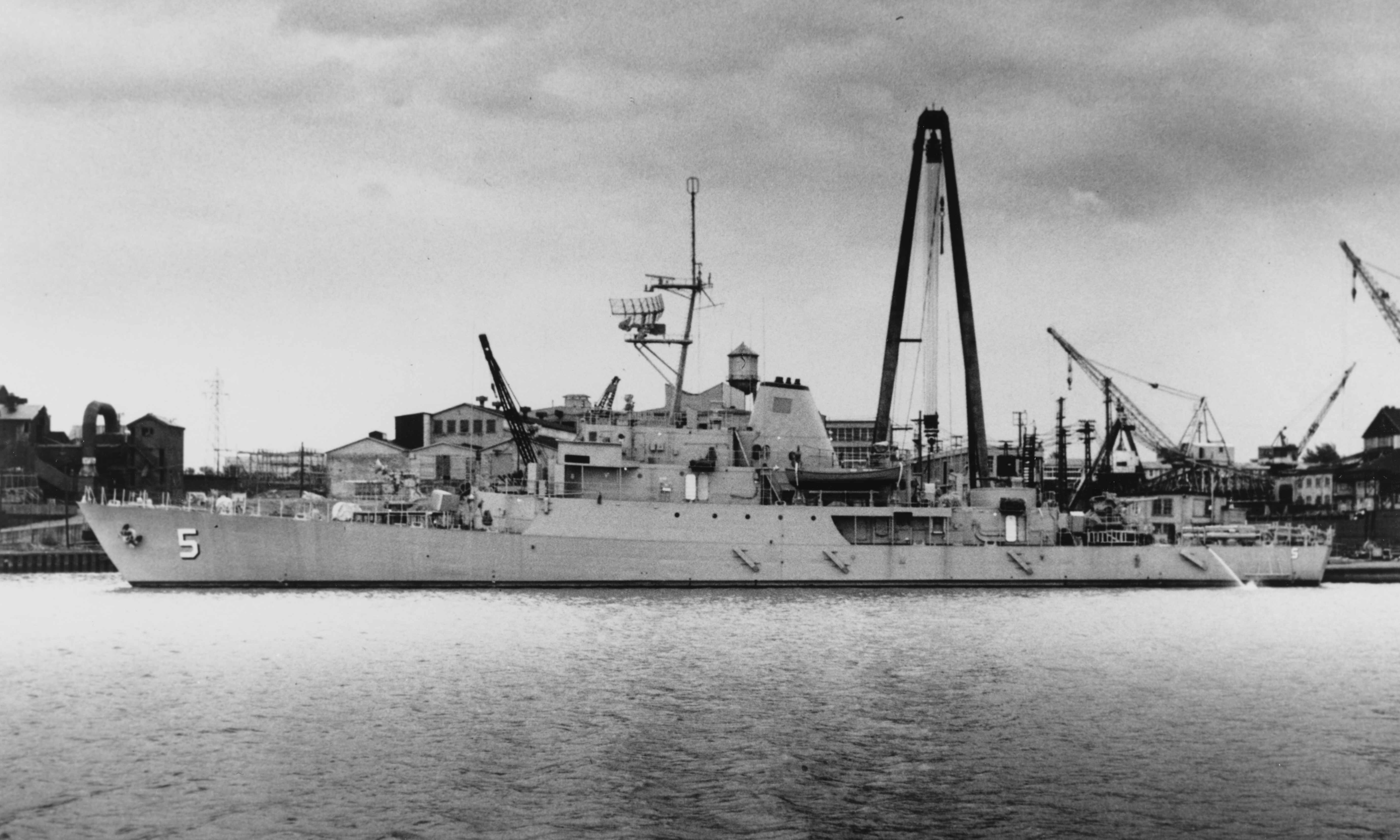
Tapi (PF 5) v loděnici American Shipbuilding před přijetím do služby

Korvety dostaly vzdušný vyhledávací radar SPS-6, hladinový vyhledávací radar SPS-53, střelecký radar SPG-34 a sonar SQS-17A. Byly vyzbrojeny dvěma dvouúčelovými 76mm kanóny Mk.34, dvojitým 40mm kanóny Bofors, salvovým vrhačem hlubinných pum Hedgehog a jedním spouštěčem hlubinných pum. Pohonný systém tvoří dva diesely Fairbanks-Morse 38TD8-1/8-9 o výkonu 5250 hp, pohánějící dva lodní šrouby. Nejvyšší rychlost dosahuje 20 uzlů. Dosah je 2400 námořních mil při 18 rychlosti uzlů.

### Modernizace
V 80. letech byly modernizována výzbroj obou plavidel. Původní kanóny a vrhač Hedgehog nahradil jeden 76mm kanón OTO Melara, jeden 40mm kanón Bofors Mk.3, dva 20mm kanóny GAM-B01, dva 12,7mm kulomety a dvěma trojité 324mm torpédomety. Modernizována byla také elektronika.